# Prima scriptura

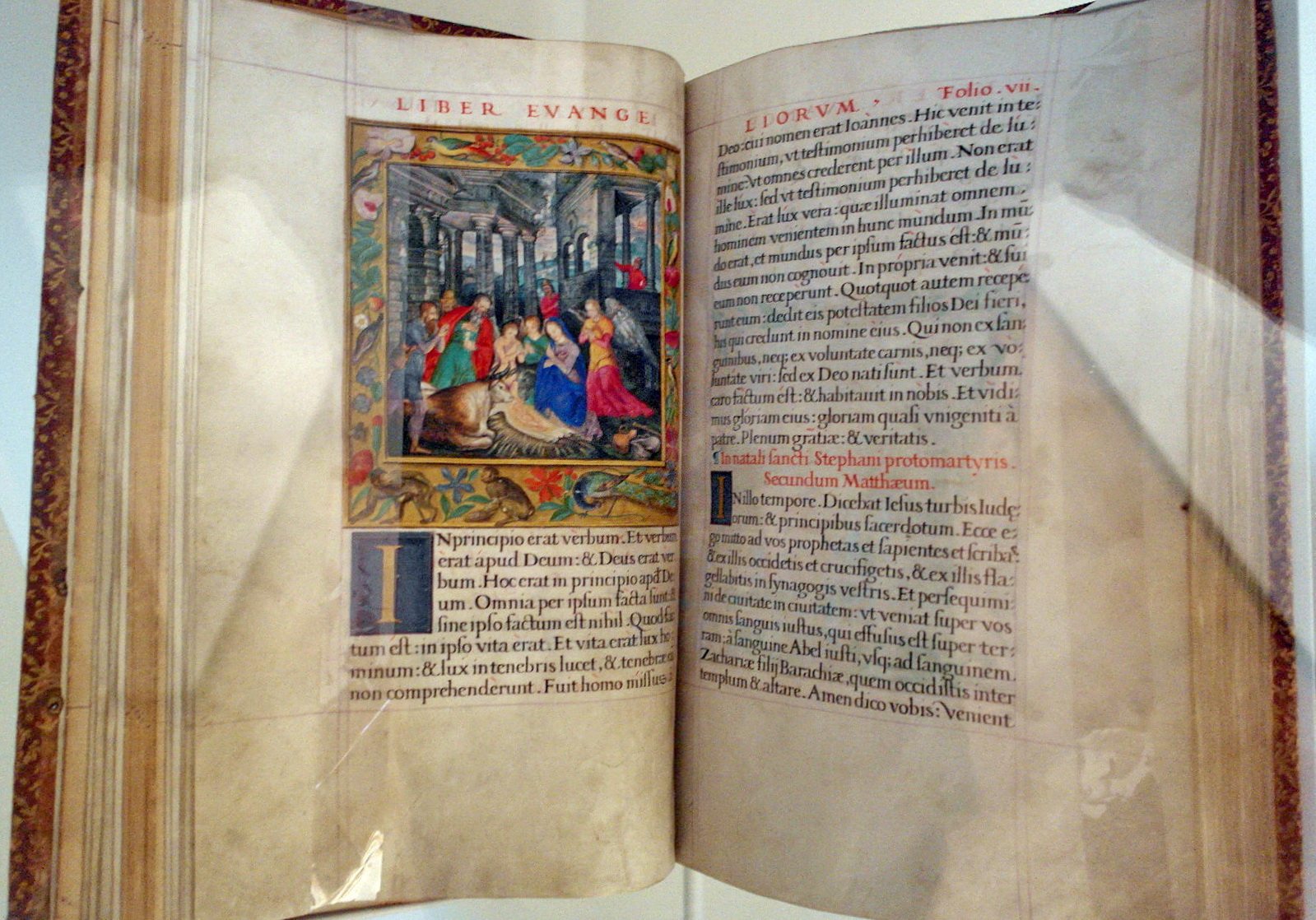
Prolog Ewangelii według św. Jana

Prima scriptura (z łac.: pierwsze pismo, ang.: Scripture is primary, Scripture first) – chrześcijańska doktryna prymatu Pisma, według której Pismo Święte jest pierwszym w hierarchii, głównym i miarodajnym źródłem Objawienia Bożego, względem pozabiblijnej części Tradycji Apostolskiej, pozostałego nauczania w Kościele, rozumowego poznania Boga i osobistego doświadczenia religijnego.

## Prima scripturaw katolicyzmie
Zasadę pierwszeństwa Pisma głosili od początku doktorzy Kościoła, jak: św. Ireneusz z Lyonu w II wieku w Adversus haereses, św. Augustyn z Hippony, św. Tomasz z Akwinu czy św. Jan od Krzyża. Samego wyrażenia natomiast użył bp Guido Terrena, generał karmelitów w XIV wieku przekonujący, m.in. w polemice z mistycyzmem joachimitów i racjonalistyczną epistemologią Wiliama Ockhama, że „Pismo jest podstawowym (łac. Scriptura est primarius) źródłem nauk Kościoła”.

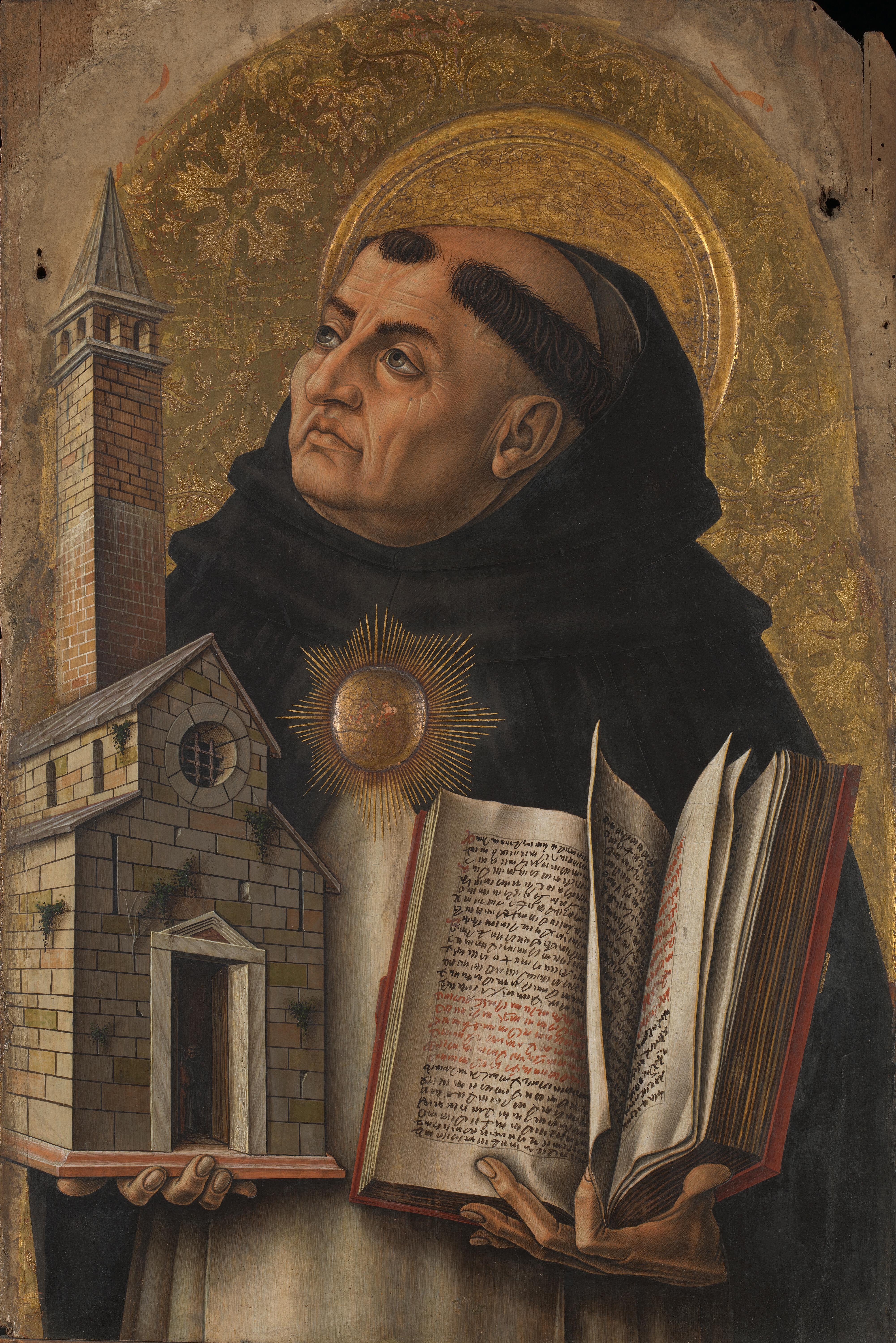
św. Tomasz z Akwinu

Św. Tomasz z Akwinu, którego zgodnie z prawem kanonicznym „należy mieć za mistrza” przy uczeniu teologii w seminariach duchownych, w XIII wieku wykładał kwestię prymatu Pisma ponad poznaniem rozumowym oraz nauczaniem i objawieniami doktorów Kościoła, przywołując także słowa św. Augustyna:

Nauka święta – teologia – posługuje się także i rozumem ludzkim, ale nie by wykazać prawdziwość wiary, gdyby tak, zginęłaby zasługa z wiary [...]; powołuje się również i na powagę filozofów w tych sprawach, w których zdołali oni poznać prawdę siłą przyrodzonego rozumu; przykładem św. Paweł [Dz 17, 28]. Jednakowoż posługując się tego rodzaju powagami, uważa je za argumenty sobie zewnętrzne i prawdopodobne.
Za to cytatami z Kanonicznych Ksiąg Pisma Świętego posługuje się jako argumentem sobie właściwym i koniecznie przekonywającym; cytatami zaś z Doktorów Kościoła posługuje się jako argumentami poniekąd sobie właściwymi, ale tylko prawdopodobnymi. Wiara bowiem nasza opiera się o objawienie powierzone Apostołom i Prorokom, którzy byli autorami Ksiąg Kanonicznych, nie zaś o objawienie, które ewentualnie mogło być udzielone innym doktorom.
W myśl tego pisze Augustyn: <Tym tylko Księgom Pisma Świętego, które zwiemy Kanoniczne, nauczyłem się okazywać tak wielką cześć; i z tego tytułu wierzę z jak najgłębszym przekonaniem, że żaden z ich autorów, pisząc je w niczym nie zbłądził. Innych zaś autorów czytam w tym usposobieniu, że nie uważam tego, co napisali, za prawdziwe dlatego tylko, że oni sami tak myśleli lub napisali, nawet gdyby odznaczali się nie wiem jaką świętością i nauką>.

Zasadę prima scriptura w XVI wieku głosił i stosował św. Jan od Krzyża, nazwany „mistrzem życia duchowego”. Przez całe swe dorosłe życie nie rozstawał się z Biblią, czytając ją, studiując i modląc się nią codziennie, także w podróży i na spacerze. Jego dzieła oparte są głównie na Słowie Bożym i zawierają na kilkuset stronach ponad tysiąc pięćset cytatów z Pisma Świętego. On sam też wyraźnie zadeklarował we wstępie swej pierwszej pracy kierowanie się zasadą prymatu Pisma, unikając zarazem uznania de facto siebie, pod jej pretekstem, za najwyższy autorytet w jego interpretacji:

Nie będę się opierał wyłącznie ani na doświadczeniu, ani na wiedzy, bo jedno i drugie może nie dopisać albo zawieść, lecz korzystając nieco z obydwu tych środków, użyję głównie Pisma świętego do objaśnienia zwłaszcza rzeczy najważniejszych i najtrudniejszych. Idąc bowiem za Pismem świętym nie możemy zbłądzić, bo przez nie przemawia Duch Święty. A jeślibym w czymkolwiek pobłądził, nie rozumiejąc dobrze tego, co zaczerpnąłem z Pisma świętego, lub skądinąd, nie chcę ani odrobinę odstąpić od zdrowej myśli i nauki świętej Matki Kościoła Katolickiego. W tym wypadku poddaję się i ulegam nie tylko orzeczeniom Kościoła, ale i każdego, kto o tym wyda sąd słuszniejszy.

W XX wieku określenie prima scriptura zaproponował Yves Congar, przekładając je jako: „prymat normatywny Pisma”, powołując się na ojców Kościoła oraz średniowiecznych teologów, zwłaszcza św. Tomasza z Akwinu i tomistów, jako najbardziej wiernych tej zasadzie.
W polskim zbiorze dogmatów Kościoła katolickiego, „Breviarium Fidei”, który opracowali jezuici ks. Stanisław Głowa i ks. Ignacy Bieda, we wstępie do części III (w wydaniu II), poświęconej dokumentom na temat Biblii i Tradycji, przedstawili oni katolickie ujęcie zasady prima scriptura, podkreślając pierwszeństwo Pisma zarówno względem Tradycji, jak i Kościoła:

Tylko Pismo jest słowem Bożym w najściślejszym znaczeniu, ponieważ dzięki natchnieniu biblijnemu udzielonemu hagiografom Bóg jest w sposób wyjątkowy i jedyny autorem słów zawartych w Piśmie św. Dzięki temu żadnej innej formy przekazywania prawdy objawionej nie można porównać z Pismem św., które ma pierwszeństwo w stosunku do innych świadectw zawierających Boże Objawienie. Autorytetowi Pisma św. podporządkowane jest świadczenie Kościoła o Objawieniu, a wszelkie dokumenty nawet nadzwyczajnego i uroczystego nauczania kościelnego wyraźnie podkreślają swą zależność od Pisma św., własną zaś rolę ograniczają do interpretowania Objawienia. [...]

Pismo św. jako spisane pod natchnieniem słowo Boże zachowuje pierwszeństwo również w ramach Tradycji Bosko-apostolskiej, ponieważ stanowi niezwykły, Boski, a do tego chronologicznie najwcześniejszy dokument tej Tradycji. Wszelkie późniejsze przekazy Tradycji muszą harmonizować z tym pierwszym dokumentem. Dlatego Pismo św. pozostaje zawsze naczelnym źródłem nauczania wiary. Funkcja zaś Tradycji jest podporządkowana Pismu św..

## Prima scripturaw metodyzmie

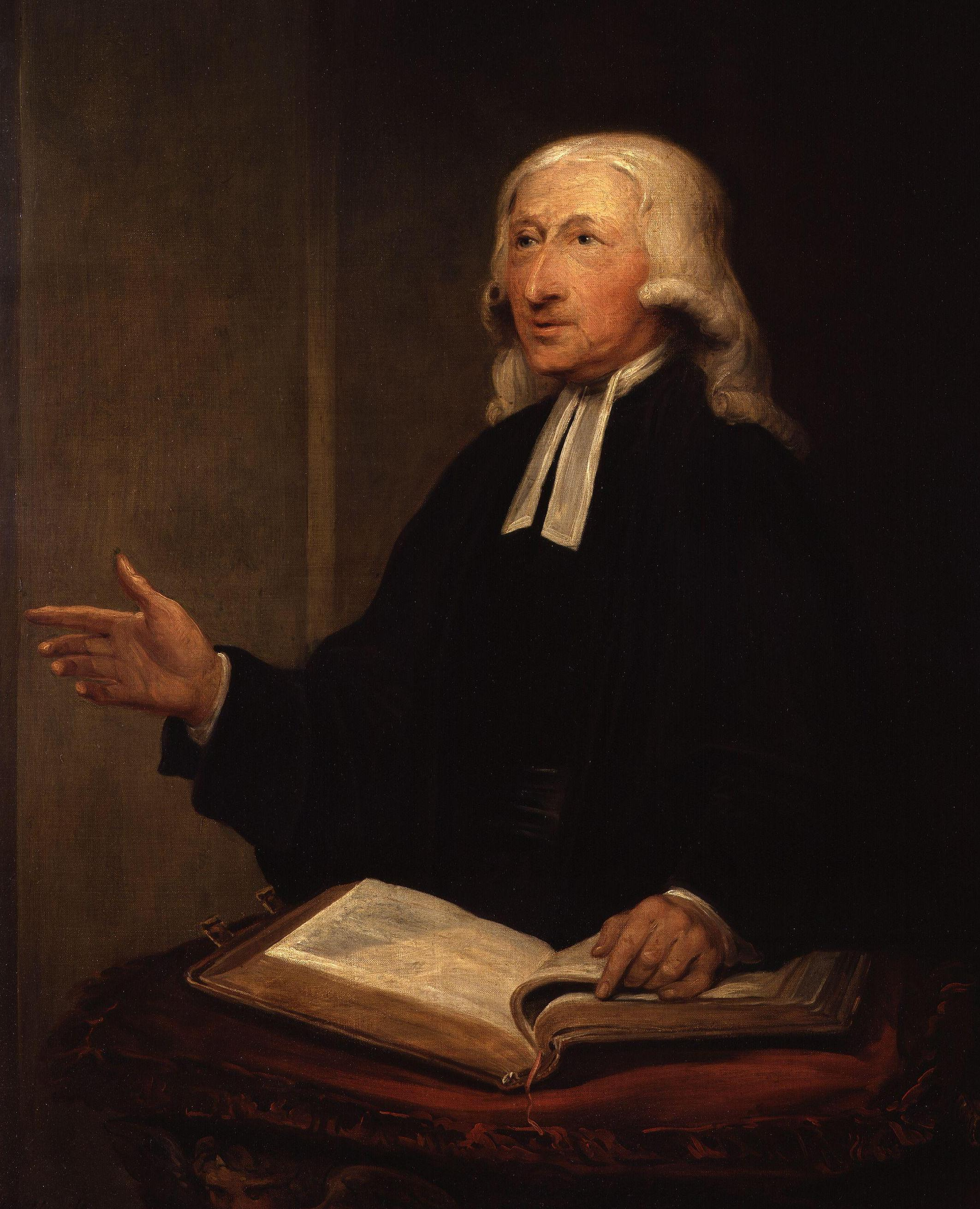
Jan Wesley

Na gruncie protestanckim zasadę prima scriptura rozpowszechnił w XVIII wieku Jan Wesley. Jego naukę na temat źródeł wiary sprecyzował bezpośrednio od niego się wywodzący metodyzm jako Wesleyański Czworobok (ang. Wesleyan Quadrilateral), czyli cztery podstawy prawdziwej, żywej wiary: Pismo, tradycja, rozum i doświadczenie (ang. scripture, tradition, reason, experience). Wśród nich Pismo jest podstawowe (ang. Scripture is primary) jako główne źródło i standard doktryny chrześcijańskiej.
Zjednoczony Kościół Metodystyczny oficjalnie tak obecnie definiuje naukę założyciela:

Wesley wierzył, iż żywy rdzeń wiary chrześcijańskiej był objawiony w Piśmie, oświecony tradycją, ożywiony w osobistym doświadczeniu i potwierdzony przez rozum. Pismo [jednakże] jest podstawowe, objawiające Słowo Boga, na ile jest to potrzebne dla naszego zbawienia.

## Prima scripturaasola scriptura
Zasada pierwsze Pismo bywa współcześnie proponowana jako alternatywa wobec reformacyjnej zasady tylko Pismo. Z tą drugą łączy ją uznanie Biblii za najwyższe, miarodajne i zbawcze źródło, zawierające wszystkie niezbędne prawdy wiary, ale unika jej problemów, jak brak autorytetu w objaśnianiu Słowa Bożego, niezrozumienie sensu chrześcijańskiej tradycji, czy współczesne, zawężające rozumienie sola scriptura, różne od tego, jakie mieli na myśli twórcy protestantyzmu.
Ewangelikalny apologeta C. Michael Patton w swoim opracowaniu „W obronie sola scriptura”, poddał ocenie rzeczywistą doktrynę chrześcijańskich wyznań oraz poszczególnych denominacji protestanckich w tej kwestii. Uwidocznił, iż choć z reguły wszyscy protestanci z wyjątkiem metodystów deklarują wierność doktrynie sola scriptura, to jednak hasło „tylko pismo” (ang. Scripture alone) jest wśród nich różnie rozumiane i w różnym stopniu akceptowane. W związku z tym poszczególne wyznania umieścił na skali, zaczynającej się od zasady sola ecclesia (z łac. tylko kościół) bądź „dwóch źródeł” (Pismo i Tradycja), a kończącej na zasadzie „nagiego pisma” (łac. solo scriptura lub dosłownie: nuda scriptura), pomiędzy nimi zaś kolejno: „pierwsze pismo”, „reguła wiary” (łac. regula fidei, ang. rule of faith) i sola scriptura.
Jako wspólną podstawę wszystkich chrześcijan określił, podobnie jak Kościół katolicki, Depozyt Wiary (łac. depositum fidei, ang. Deposit of Faith) „raz na zawsze przekazany Apostołom”. Różnice pojawiają się w rozumieniu tego, jak ów depozyt był następnie przekazywany Kościołowi i w Kościele, czyli jakie i kiedy zaszły relacje między Tradycją a Pismem (uzupełnianie, interpretacja, streszczenie, wykładanie, tożsamość itd).
Patton zwrócił uwagę, iż znaczna część protestantów faktycznie bliższa jest (w różnym stopniu) zasadzie regula fidei (i tym samym prima scriptura), niż sola scriptura, kolejno od strony pierwszej z nich: anglikanie, luteranie, prezbiterianie, metodyści, kalwiniści. Najbliżej sola scriptura, lecz w stronę przeciwną, sytuują się: baptyści i „wolne Kościoły”, zaś jeszcze bliżej solo scriptura: fundamentaliści, „radykalni reformatorzy” oraz restoracjoniści. Katolicyzm umieścił między „dwoma źródłami” a „pierwszeństwem Pisma".
Niektórzy fundamentaliści protestanccy podobnie zwracają uwagę, iż większość wyznań i denominacji poreformacyjnych nie realizuje doktryny sola scriptura, ale faktycznie prima scriptura, skoro „dodają do Pisma” chrześcijańskie wyznania wiary, indywidualne oświecenie przez Ducha Świętego, współczesne proroctwa i interpretacje kościelne. Tak właśnie fundamentalistyczna witryna „The interactive Biblie” twierdzi, że „poprawnej zasady sola scriptura nie trzymają się: katolicy, prawosławni, charyzmatycy, zielonoświątkowcy, wszystkie kościoły reformacyjne, wszyscy kalwiniści, wesleyanie, arminianie i adwentyści”.
Wobec tego jako bardziej adekwatne, zrozumiałe i budzące mniej kontrowersji, choć niejednakowo rozumiane przez katolików i protestantów, jawi się niektórym współczesnym teologom pojęcie prima scriptura.